# 볼턴

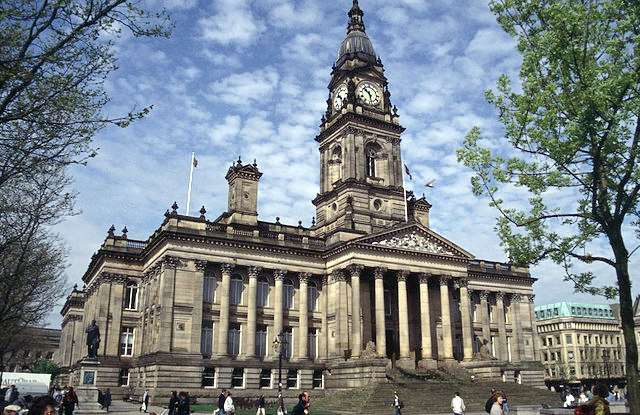

볼턴(Bolton, i/ˈboʊltən/)은 그레이터맨체스터주의 타운으로, 노스웨스트 잉글랜드에 있다. 웨스트 페나인 무어즈와 가깝고, 맨체스터 시 북서쪽으로 16 km 떨어진 곳에 위치한다. 볼턴은 행정중심지인 메트로폴리탄 버로우 오브 볼턴을 형성하고 있는 작은 타운과 마을들로 둘러싸여 있다. 볼튼 타운의 인구는 139,403, 메트로폴리탄 버로우의 인구는 262,400명이다.
역사적으로는 랭카셔의 일부였고, 볼트는 원래 볼튼 러 무어스라고 알려진 무어랜드에 있는 작은 거주지로부터 시작했다. 잉글랜드 내전 기간 동안 타운은 개혁왕당파 지구 의회의 임시근거지였고, 결과적으로 1644년 리네의 루퍼트 왕자가 이끄는 3,000명의 왕당파군에 강습을 받았다. 볼튼 대학살로 알려진 사건에서, 1,60명의 주민들이 학살되었고, 700명이 투옥되었다.

## 인구
| 연도 | 인구    | ±%     |
| ---- | ------- | ------ |
| 1891 | 146,487 | —      |
| 1901 | 168,215 | +14.8% |
| 1911 | 180,851 | +7.5%  |
| 1921 | 178,683 | −1.2%  |

| 연도 | 인구    | ±%    |
| ---- | ------- | ----- |
| 1931 | 177,250 | −0.8% |
| 1939 | 163,823 | −7.6% |
| 1951 | 167,167 | +2.0% |
| 1961 | 160,789 | −3.8% |

| 연도 | 인구    | ±%    |
| ---- | ------- | ----- |
| 1971 | 154,223 | −4.1% |
| 1981 | 143,921 | −6.7% |
| 1991 | 139,020 | −3.4% |
| 2001 | 139,403 | +0.3% |

## 스포츠
볼튼 지역에서 가장 유명한 스포츠 클럽은 잉글랜드 프리미어리그의 볼턴 원더러스 FC이다. 1874년에 만들어져서 102년동안 번든 파크에서 시합을 했으며, 1997년 호위치에 있는 리복 스타디움으로 본거지를 옮겼다. 볼턴은 FA컵에서는 네 번의 우승을 한 적이 있으며, 가장 최근의 기록은 1958년, 1969년 시즌이다.